# Thuja occidentalis
La tuia del Canadà, arbre de la vida, tuia, tuia d'Occident, xiprer de ventall, ciprer de ventall o tua (Thuja occidentalis) és una espècie de conífera de la família Cupressaceae, cultivada com arbre ornamental sota el nom d′Arbor Vitae americà. És endèmic del nord-est d’Amèrica del Nord.

## Morfologia
És un arbret que fa només uns 3-6 m d'alt. L'escorça és marró-vermellosa, el fullatge es disposa de manera plana. Les pinyes són primes marrons quan maduren de 10 a 15 mm de llarg i de 4 a 5 mm d'amplada. Les branques poden arrelar si l'arbre es tomba.

## Usos
En la cultura tradicional dels amerindis anishinaabemowin en deien nookomis giizhik “el cedre àvia”, i era el tema de llegendes sagrades i d'usos medicinals. Les fulles d'aquest arbret són riques en vitamina C i es creu que van guarir l’escorbut Jacques Cartier i el seu equip l'any 1535. Pel seu compost neurotòxic tuiona el seu ús perllongat pot ser perillós.
Durant el segle XIX se'n va aplicar externament la tintura o ungüent contra els cucs i altres afeccions.

## Galeria

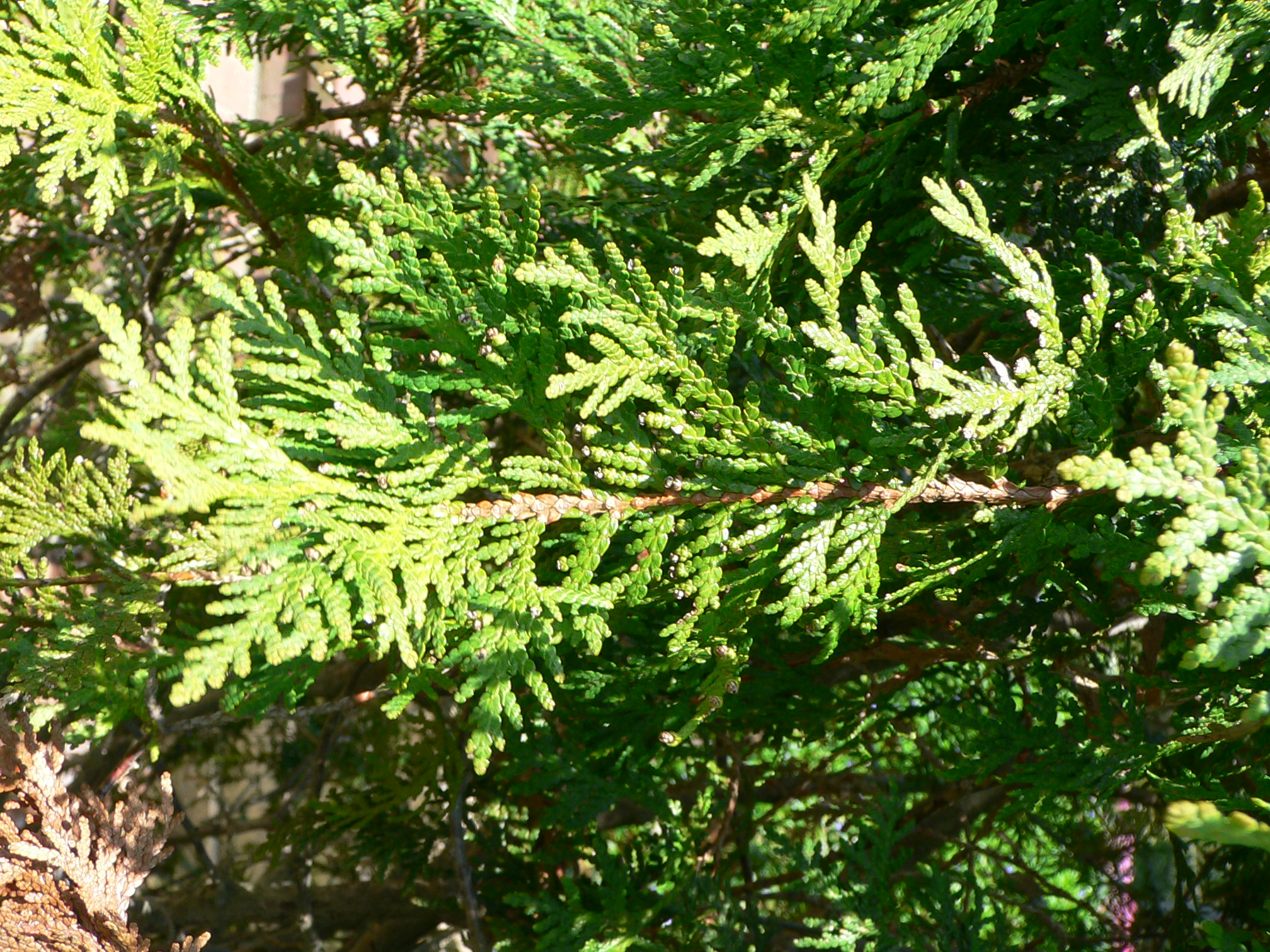
Fulles
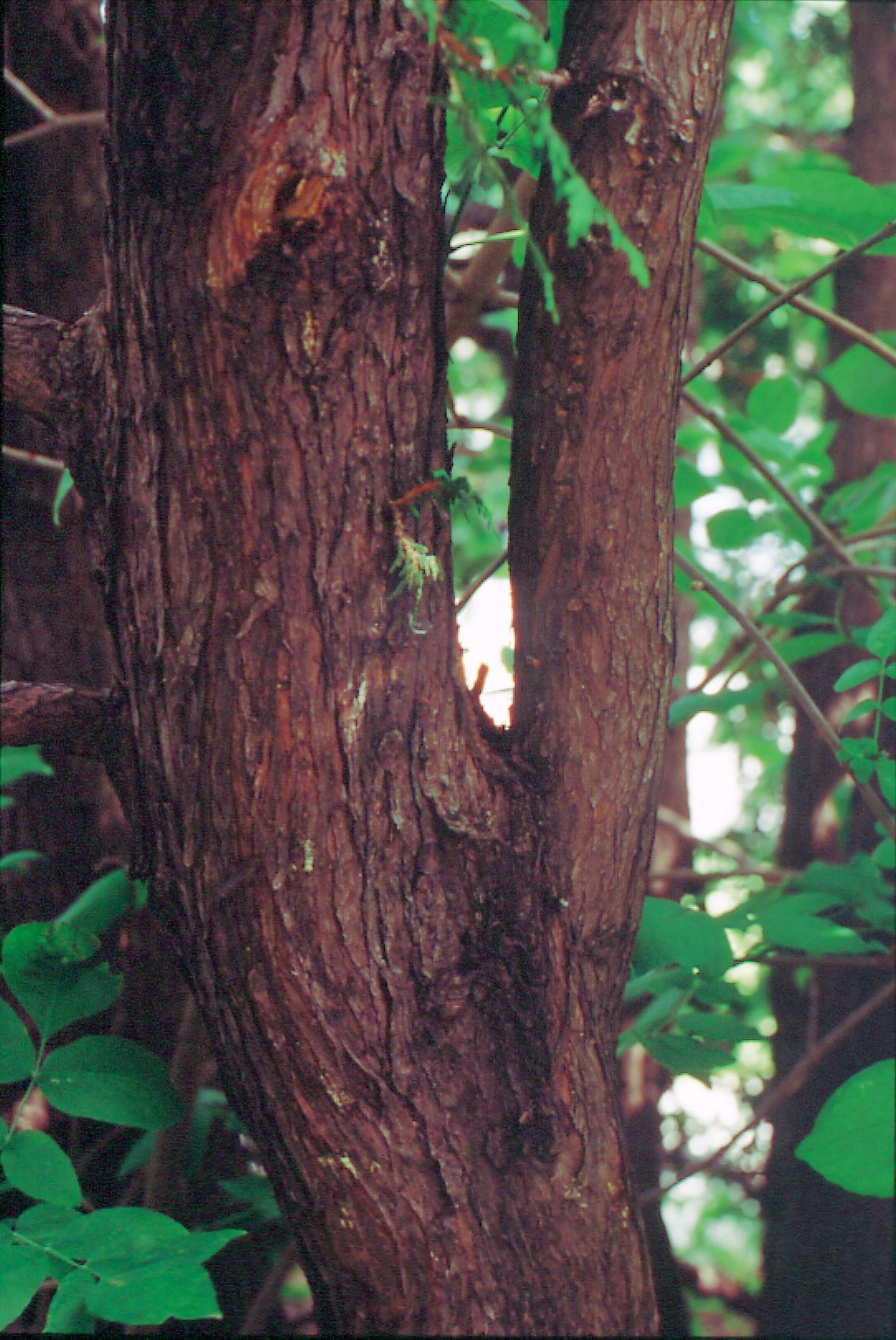
Tronc
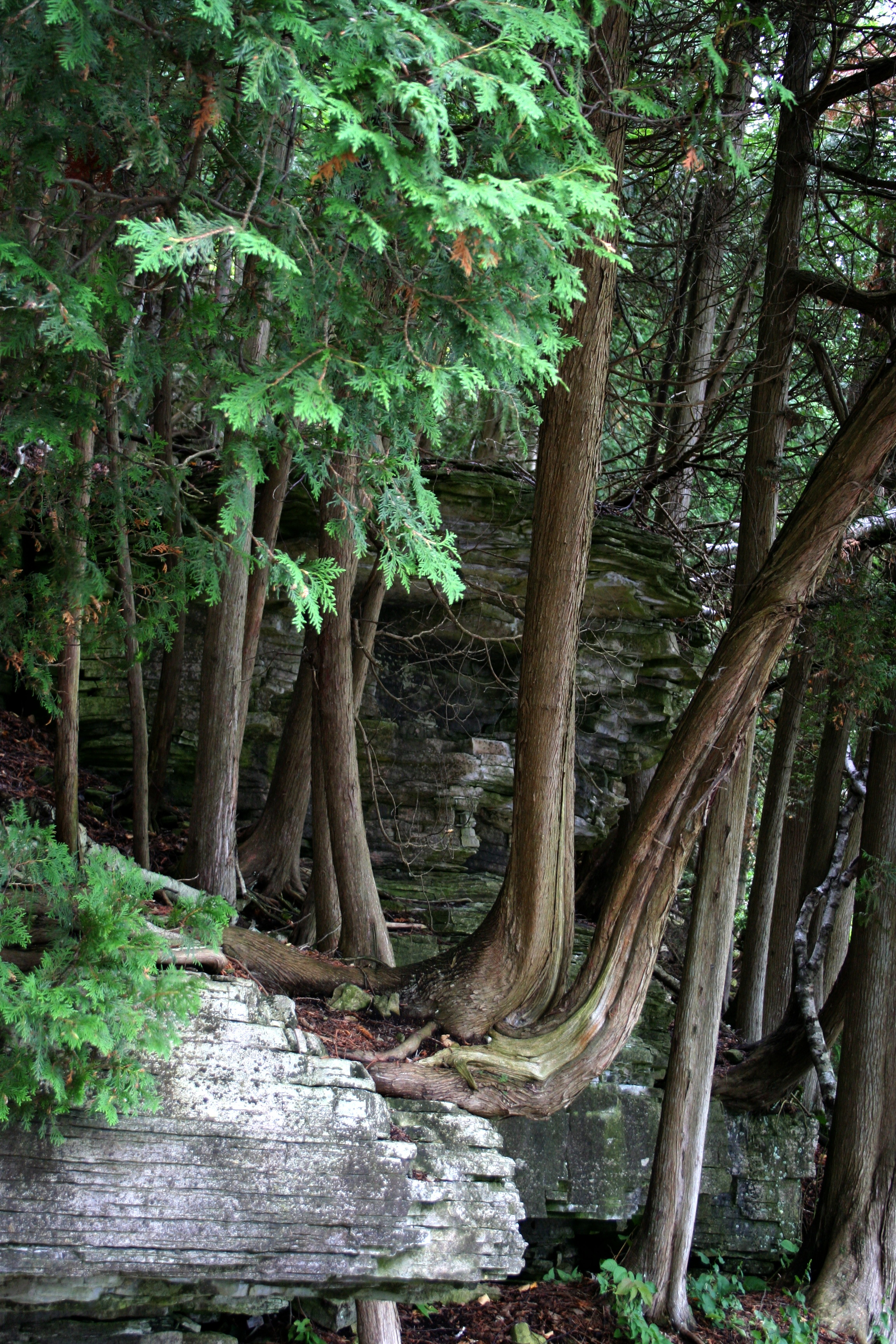
A Wisconsin (USA)
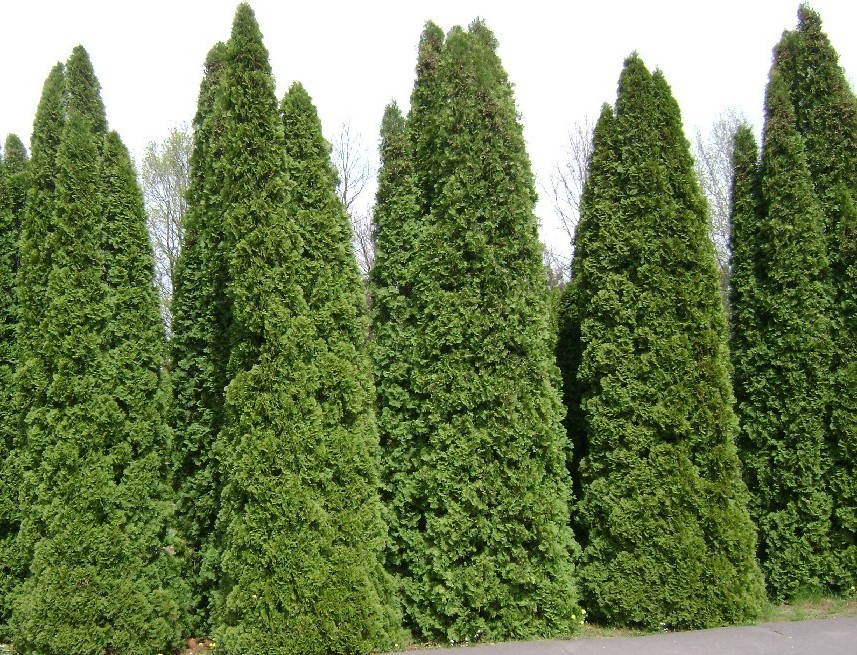
A Varsòvia